# Вікторія (Техас)
Вікторія (англ. Victoria) — місто (англ. city) в США, в окрузі Вікторія штату Техас. Населення — 65 534 особи (2020).

## Географія
Вікторія розташована за координатами 28°49′37″ пн. ш. 96°59′7″ зх. д. / 28.82694° пн. ш. 96.98528° зх. д. (28.826891, -96.985409).  За даними Бюро перепису населення США в 2010 році місто мало площу 92,28 км², з яких 91,89 км² — суходіл та 0,38 км² — водойми.

### Клімат
| Клімат : Вікторія       | Клімат : Вікторія | Клімат : Вікторія | Клімат : Вікторія | Клімат : Вікторія | Клімат : Вікторія | Клімат : Вікторія | Клімат : Вікторія | Клімат : Вікторія | Клімат : Вікторія | Клімат : Вікторія | Клімат : Вікторія | Клімат : Вікторія | Клімат : Вікторія |
| Показник                | Січ.              | Лют.              | Бер.              | Квіт.             | Трав.             | Черв.             | Лип.              | Серп.             | Вер.              | Жовт.             | Лист.             | Груд.             | Рік               |
| Абсолютний максимум, °C | 31,1              | 35,6              | 37,2              | 37,8              | 38,9              | 42,8              | 43,3              | 42,8              | 43,9              | 42,8              | 33,9              | 31,1              | 43,9              |
| Середній максимум, °C   | 18,2              | 20,1              | 23,4              | 26,9              | 30,3              | 33,1              | 34,3              | 35,0              | 32,4              | 28,6              | 23,4              | 18,9              | 27,1              |
| Середній мінімум, °C    | 6,2               | 8,0               | 11,4              | 15,2              | 19,6              | 22,4              | 23,3              | 23,2              | 20,7              | 16,1              | 11,0              | 6,8               | 15,3              |
| Абсолютний мінімум, °C  | −12,8             | −9,4              | −6,1              | 0,6               | 7,2               | 12,2              | 16,1              | 16,1              | 7,2               | −0,6              | −7,8              | −12,8             | −12,8             |
| Норма опадів, мм        | 64                | 53                | 70                | 72                | 132               | 113               | 106               | 72                | 106               | 118               | 82                | 59                | 1047              |
| Днів з опадами          | 8,4               | 8,1               | 7,1               | 6,1               | 7,1               | 8,9               | 7,9               | 8,1               | 9,5               | 7,6               | 7,3               | 8,1               | 94,2              |
| ----------------------- | ----------------- | ----------------- | ----------------- | ----------------- | ----------------- | ----------------- | ----------------- | ----------------- | ----------------- | ----------------- | ----------------- | ----------------- | ----------------- |
| Джерело: NOAA           |                   |                   |                   |                   |                   |                   |                   |                   |                   |                   |                   |                   |                   |

## Демографія
Згідно з переписом 2010 року, у місті мешкали 62 592 особи в 23 421 домогосподарстві у складі 15 954 родин. Густота населення становила 678 осіб/км².  Було 25660 помешкань (278/км²).
Расовий склад населення:
| - 76,2 % — білих - 7,7 % — чорних або афроамериканців - 1,4 % — азіатів - 0,6 % — корінних американців - 11,3 % — осіб інших рас |

До двох чи більше рас належало 2,7 %. Частка іспаномовних становила 48,3 % від усіх жителів.
За віковим діапазоном населення розподілялося таким чином: 27,0 % — особи молодші 18 років, 59,5 % — особи у віці 18—64 років, 13,5 % — особи у віці 65 років та старші. Медіана віку мешканця становила 34,9 року. На 100 осіб жіночої статі у місті припадало 92,4 чоловіків;  на 100 жінок у віці від 18 років та старших — 88,9 чоловіків також старших 18 років.
Середній дохід на одне домашнє господарство  становив 67 323 долари США (медіана — 48 658), а середній дохід на одну сім'ю — 74 270 доларів (медіана — 55 402). Медіана доходів становила 47 115 доларів для чоловіків та 30 581 долар для жінок. За межею бідності перебувало 18,0 % осіб, у тому числі 27,7 % дітей у віці до 18 років та 9,7 % осіб у віці 65 років та старших.
Цивільне працевлаштоване населення становило 30 423 особи. Основні галузі зайнятості: освіта, охорона здоров'я та соціальна допомога — 24,5 %, роздрібна торгівля — 13,8 %, виробництво — 10,2 %, мистецтво, розваги та відпочинок — 8,5 %.